# سالوم
سالوم أو شالوم (بالتركية: Şalom)‏ هي جريدة أسبوعية يهودية تركية.